# 인바르 라니르
인바르 라니르(히브리어: ענבר לניר‎, 2000년 4월 3일~)는 이스라엘의 유도 선수이다. 2020년 하계 올림픽에서 혼성 단체전에서 동메달을 획득했으며 2024년 하계 올림픽에서 여자 하프헤비급 은메달을 획득했다.